# Ingá
Ingá là một đô thị thuộc bang Paraíba, Brasil. Đô thị này có diện tích 197,9 km², dân số năm 2007 là 17129 người, mật độ 59,5 người/km².